# 奥多棉吉省
奧多棉吉省（高棉語發音：[kʰaet ʔutdɑː miən cɨj]），一譯奥多棉芷省，是柬埔寨西北部的一個省，西界班迭棉吉省，東接柏威夏省，南鄰暹粒省，北與泰國接壤。首府三隆，下分5縣。
奧多棉吉省境內森林密佈。1795年，該地被柬埔寨割讓給泰國。1907年回歸柬埔寨，屬於暹粒省和馬德望省的一部份。在第二次泰法戰爭中，泰國於1941年強佔此地，直至二戰之後，才於1946年歸還給柬埔寨。
奧多棉吉省於1962年設立，後來被紅色高棉武裝佔據，成為其重要根據地。此省於1970年廢除。這裡的安隆汶縣於1989年至1997年是紅色高棉割據勢力的行政中心。紅色高棉覆滅後，於1999年重新設立該省。

## 行政区划
- 安隆汶县（ស្រុកអន្លង់វែង）
- 班迭安比县（ស្រុកបន្ទាយអំពិល）
- 仲加县（ស្រុកចុងកាល់）
- 三隆县（ក្រុងសំរោង）
- 德罗边波拉萨县（ស្រុកត្រពាំងប្រាសាទ）